# Берестейський процес
Берестейський процес — показовий процес над лідерами парламентської опозиції в Польщі, що відбувся в Окружному суді у Варшаві протягом 26 жовтня 1931 — 13 січня 1932 року. Назва походить від Берестейської в'язниці, де до процесу було розміщено арештованих.

Перша сторінка газети «Свобода»

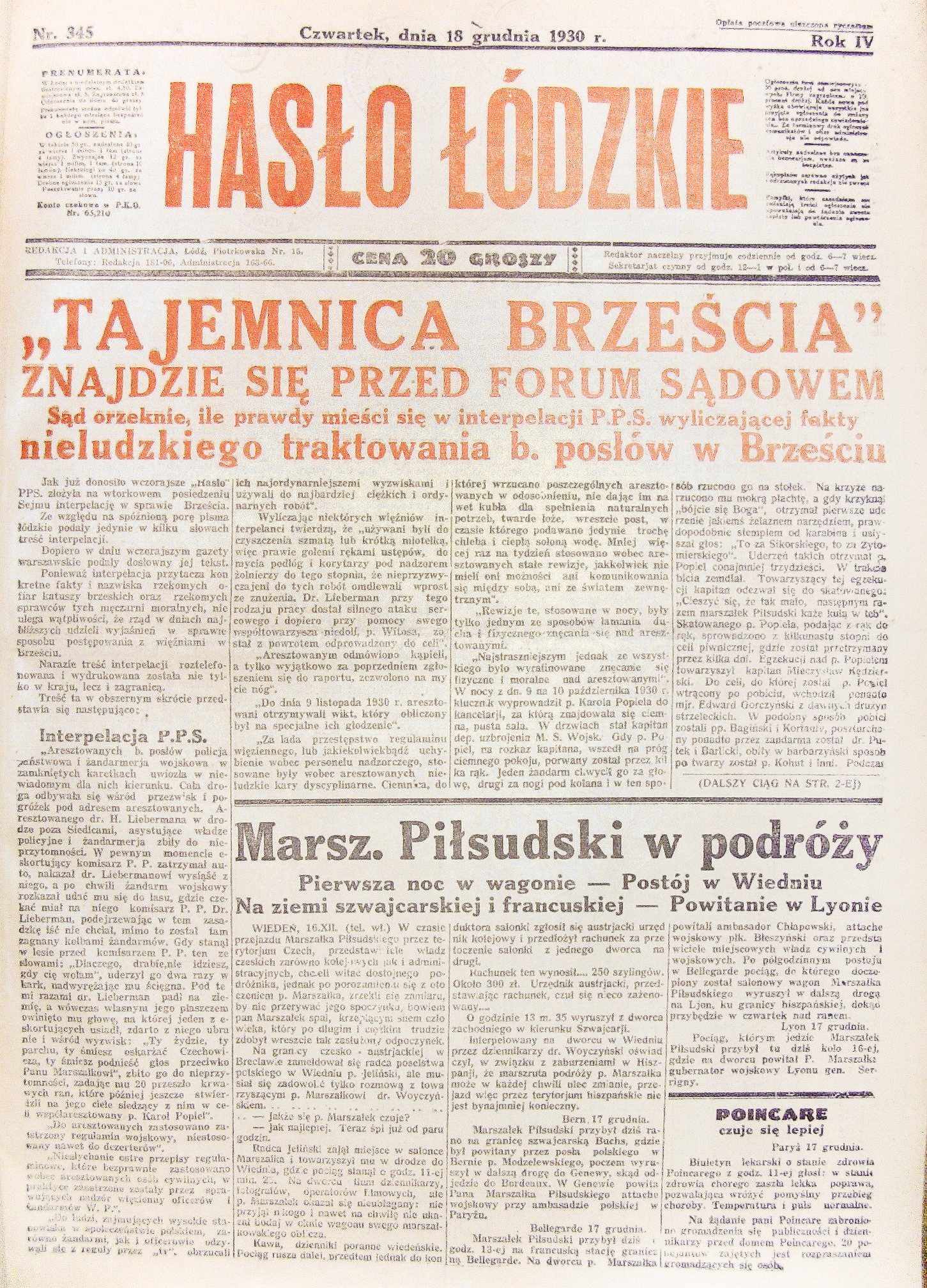
Перша сторінка газети «Лодзьке Гасло»

## Звинувачення
24 серпня 1930 року Юзеф Пілсудський відправив у відставку прем'єр-міністра і сам очолив уряд. 29 серпня 1930 року президент підписав декрет про розпуск парламенту і призначив на листопад нові вибори. На другий день перестало діяти право депутатської недоторканності. Міністр внутрішніх справ видав розпорядження про арешт представників опозиції. Списки особисто перевіряв Юзеф Пілсудський. В ніч на 10 вересня 1930 року без судової санкції було заарештовано 21 найактивнішого діяча парламентської опозиції, з них 20 колишніх послів Сейму, у тому числі чотирьох послів від УНДО Івана Ліщинського, Дмитра Паліїва, Олександра Вислоцького, Володимира Целевича, а також представника Української соціалістично-радикальної партії Осипа Когута.
Початково в'язнів розмістили в арештантських приміщеннях 9-го саперного полку. Пізніше всіх переведено до військової в'язниці на території Берестейської фортеці. Арештованих били (побито Когута, Попеля, Керніка, Багинського, Корфантія). Їм не дозволено контакти з адвокатами і родинами. Загалом ув'язнено до 5000 опозиціонерів, серед них 84 посли сейму і сенату та 130 українських діячів.
Вінцент Вітос згадував: «Хоча ув'язнення в Бересті тривало всього два місяці, воно змогло зламати моє залізне здоров'я, так що на цілому тілі я не міг знати здорової частинки».

## Процес і вирок
Справу вела суддівська група на чолі з Клеменсом Германовським. Прокурори Вітольд Грабовський і Роберт Раузе звинуватили підсудних у спробі державного перевороту. Відповідальність за цей злочин передбачалася статтями 51 i 101 ч. I у зв'язку зі статтею 100 ч. III Кримінального кодексу, а також на підставі статей 18 і 24 Кримінально-процесуального кодексу. На три роки ув'язнення засуджені:
- Адам Чьолкош (член ППС),
- Станислав Дюбуа (член ППС),
- Мечислав Мастек (член ППС),
- Адам Праґер (член ППС),
- Юзеф Путек (член ПСЛ-«Визволення»), на 2,5 роки ув'язнення засуджені
- Норберт Барліцький (член ППС),
- Владислав Кернік (член ПСЛ-«Пяст»),
- Герман Ліберман (член ППС).

На 2 роки ув'язнення засуджений:
- Казимир Баґінський (член ПСЛ-«Визволення»)

На 1,5 роки ув'язнення засуджений:
- Вінцент Вітос (член ПСЛ-«Пяст»)

Виправданий:
- Адольф Савіцький (член Селянської партії).

Усім враховано термін перебування у в'язниці з 11 вересня 1930 року. Додатково кілька засуджених мали виплатити штраф. 7-11 лютого 1931 року апеляційне засідання затвердило попереднє рішення суду. 11-20 липня 1933 року Апеляційний Суд вдруге розглянув справу. 2-5 жовтня 1933 року Найвищий Суд остаточно затвердив присуд. Всіх засуджених на Берестейському процесі амністував 31 жовтня 1939 року президент Владислав Рачкевич.
Проти українських послів заведено окремі судові справи.